# Aristolochia trulliformis
Aristolochia trulliformis är en piprankeväxtart som beskrevs av Maxwell Tylden Masters. Aristolochia trulliformis ingår i släktet piprankor, och familjen piprankeväxter. Inga underarter finns listade i Catalogue of Life.